# Flavian Kassala
Flavian Matindi Kassala (ur. 4 grudnia 1967 w Sumve) – tanzański duchowny katolicki, biskup diecezjalny Geity od 2016.

## Życiorys
Święcenia kapłańskie otrzymał 11 lipca 1999 i został inkardynowany do diecezji Geita. Był m.in. wychowawcą i ojcem duchownym w niższym seminarium, rektorem uniwersytetu w Arushy oraz dyrektorem kolegium Stella Maris w Mtwarze. 
28 kwietnia 2016 papież Franciszek mianował go biskupem diecezjalnym Geity. Sakry udzielił mu 12 czerwca 2016 metropolita Mwanzy - arcybiskup Jude Thadaeus Ruwa’ichi.